# Operatie Renntier
Operation Renntier was een Duitse operatie tijdens de Tweede Wereldoorlog met de bedoeling om, mocht er een nieuwe oorlog uitbreken tussen Finland en de Sovjet-Unie, de nikkelmijnen nabij Petsamo in Finland te beveiligen tegen een aanval van de Sovjet-Unie.
Het plan voor de operatie werd afgerond toen de Duitse invasie van Noorwegen en Denemarken ten einde was en de landen had bezet. Twee divisies van het Gebirgskorps Norwegen kregen de opdracht om strategisch belangrijke nikkelmijnen te bezetten in Finland.
De operatie werd uitgevoerd als onderdeel van Operatie Barbarossa, de Duitse invasie van de Sovjet-Unie, op 22 juni 1941, en verliep zonder problemen. De 2. Gebirgs-Division van de Wehrmacht bezette het gebied rond Liinakhamari, inclusief de haven, en de 3. Gebirgs-Division, tevens Wehrmacht, bezette het gebied rond Luostari.
De operatie werd gevolgd door Operatie Platinfuchs, de aanval van beide divisies op Moermansk, als onderdeel van Operatie Silberfuchs.